# Manduca brontes
Manduca brontes là một loài bướm đêm thuộc họ Sphingidae. M. brontes brontes gặp ở Jamaica và Cuba, và cũng là một trong 4 phân loài.

## Phân loài
Manduca diffissa gồm các phân loài:
- M. brontes brontes (Drury, 1773) ở Jamaica và Cuba
- M. brontes cubensis (Kitching và Cadiou, 2000) ở Cuba
- M. brontes haitiensis (B.P. Clark, 1916) ở Haiti và Cộng hòa Dominica
- M. brontes pamphilius (Cramer, 1782) ở Suriname

## Hình ảnh

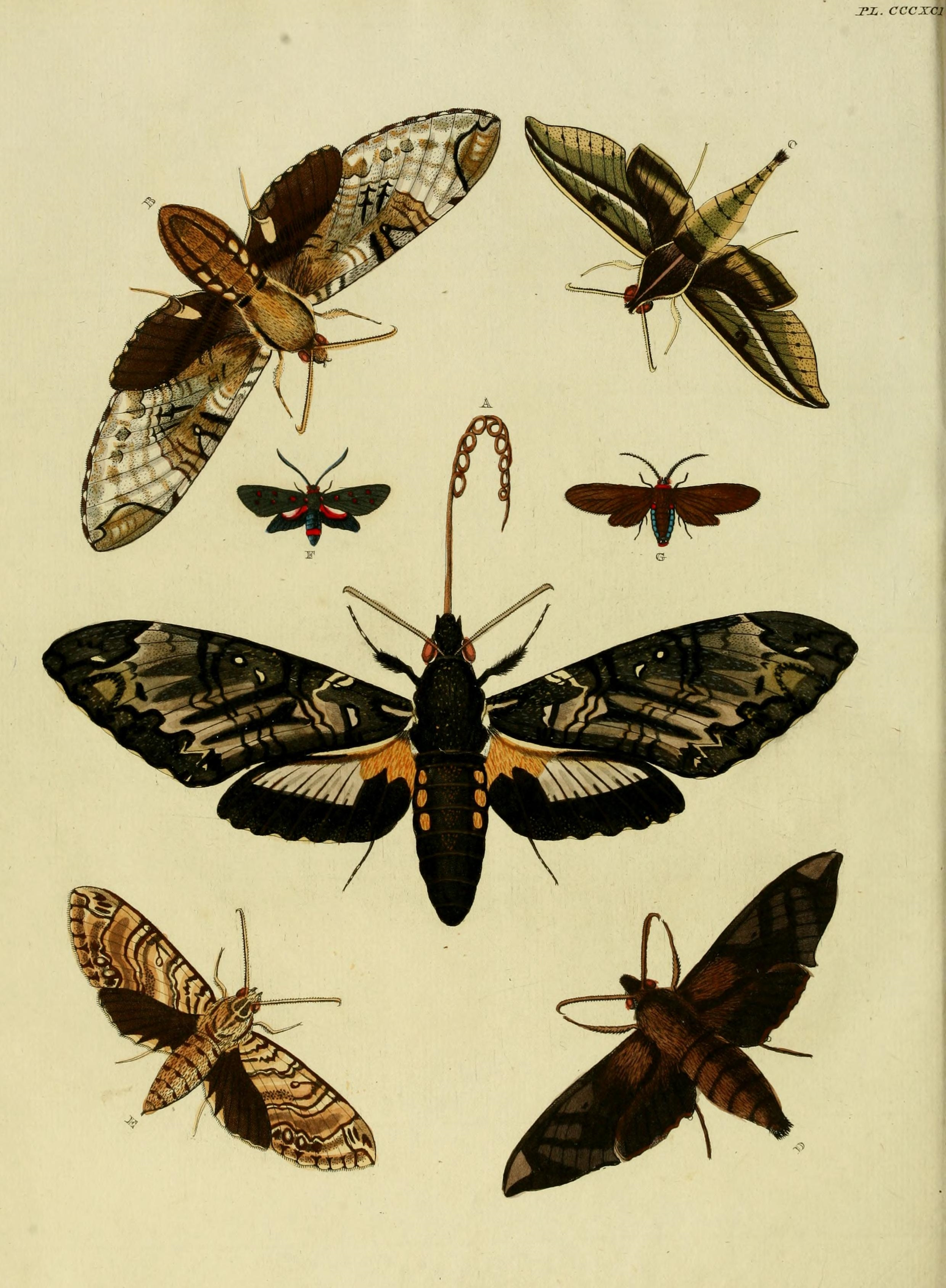